# George Coventry (9. hrabia Coventry)

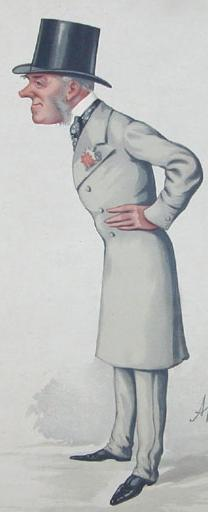
Karykatura George'a Williama Coventry'ego

George William Coventry (ur. 9 maja 1838, zm. 13 marca 1930) – brytyjski arystokrata, syn George'a Coventry, wicehrabiego Deerhurst (syna 8. hrabiego Coventry), i Harriet Cockerell, córki sir Charlesa Cockerella, 1. baroneta.
Mając 6 miesięcy, stracił ojca. Po śmierci dziadka, w 1843, odziedziczył tytuł hrabiego Coventry i po dojściu do pełnoletniości zasiadł w Izbie Lordów. W latach 1877–1880 był kapitanem Gentelmen-at-Arms. Dwukrotnie, w latach 1886–1892 i 1895–1901, był opiekunem królewskich stajni. W latach 1891–1923 był lordem namiestnikiem Worcestershire. W życiu politycznym związany był z Partią Konserwatywną, ale przyjaźnił się z liberalnym premierem Davidem Lloydem George'em. Pod koniec życia nosił honorowy tytuł Ojca Izby Lordów (Father of the House of Lords), który przysługiwał politykowi najdłużej zasiadającemu w Izbie (87 lat).
Lord Coventry uwielbiał grać w golfa. Był jednym z ostatnich polityków, który nosili na co dzień cylinder, nawet jeśli nie nosił garnituru. Posiadał bogatą kolekcję obrazów olejnych w Croome Court. Posiadał własną stajnię koni wyścigowych. Strój składał się z brązowych kurtek i niebieskich czapek. W latach 1863 i 1864 konie ze stajni Coventry'ego wygrywały wyścig Grand Nationals (w 1863 zwyciężył Emblem, a w 1864 Emblematic).
25 stycznia 1865 poślubił lady Blanche Craven (1842 – 16 marca 1930), córkę Williama Cravena, 2. hrabiego Craven, i lady Emily Grimston, córki 1. hrabiego Verulam. George i Blanche mieli razem sześciu synów i trzy córki:
- George William Coventry (15 listopada 1865 – 8 sierpnia 1927), wicehrabia Deerhurst, ożenił się z Virginią Daniel, miał dzieci, jego synem był 10. hrabia Coventry, a córka poślubiła 6. hrabiego Harrowby
- Charles John Coventry (26 lutego 1867 – 2 czerwca 1929), pułkownik, kawaler Orderu Łaźni, ożenił się z Lily Whitehouse, miał dzieci, jego synem był 12. hrabia Coventry, a jego córka poślubiła 9. hrabiego Aylesford
- Henry Thomas Coventry (3 maja 1868 – 2 sierpnia 1934), ożenił się z Edith Kip, miał dzieci
- Reginald William Coventry (29 sierpnia 1869 – 3 grudnia 1940), ożenił się z Gwenllian Morgan i Frances Constance, miał dzieci z pierwszego małżeństwa
- Barbara Elizabeth Coventry (27 października 1870 – 29 listopada 1946), żona Geralda Smitha, miała dzieci
- Dorothy Coventry (6 lutego 1872 - 1965), żona Keitha Frasera, 5. baroneta, miała dzieci
- Anne Blanche Alice Coventry (27 stycznia 1874 – 2 lipca 1956), żona Victora Singha, nie miała dzieci
- William Francis Coventry (6 sierpnia 1875 – 11 grudnia 1937)
- Thomas George Coventry (25 sierpnia 1885 – 1970), ożenił się z Alice Ward, miał dzieci, jego synem był 13. hrabia Coventry.